# 남문역
남문역(南門驛)은 자강도 강계시에 있는 강계선의 철도역이다. 남문이라는 이름은 행정구역으로서는 1946년에 생겼다.